# Аливизатос, Павлос
А. Павлос (Пол) Аливизатос (греч. Παύλος Αλιβιζάτος; англ. A. Paul Alivisatos; род. 12 ноября 1959, Чикаго) — американский химик греческого происхождения, президент Чикагского университета с 1 сентября 2021 года. Был провозглашён пионером в развитии наноматериалов.
Признанный международный авторитет в изготовлении нанокристаллов и их использовании в биомедицине и возобновляемой энергетике.
Был претендентом на Нобелевскую премию в области химии в 2013 году.
Занимает пятое место среди 100 лучших химиков мира по версии Thomson Reuters.
С 2009 года директор Национальной лаборатории имени Лоуренса в Беркли.
С 2016 года исполнительный вице-канцлер, провост и заслуженный профессор Калифорнийского университета в Беркли (куда трудоустроился в 1988 году). Доктор философии (1986). Член Американского философского общества (2015).
По мнению сотрудника Института неорганической химии РАН, доктора т. н. Валентина Николаевича Митькина, модная греческая приставка «нано», принятая в современной терминологии, пришла в Россию, «после публикации яркой стартовой статьи Аливизатоса в журнале Science».

## Молодость
Павлос Аливизатос родился в Чикаго в семье греческих эмигрантов. Когда ему было 10 лет, умерла его мать и отец отвёз его в греческую столицу, город Афины, где он вырос в семье своего дяди.
Аливизатос говорил о своих годах, прожитых в Греции, что это был большой опыт для него, потому что он должен был усиленно учить Греческий язык и культуру, чтобы затем догнать более продвинутых учеников. «Эта необходимость работать стала важным стимулом для меня.»
Аливизатос вернулся в США для поступления в Чикагский университет в конце 70-х

## Учёба и карьера
В 1981 году Аливизатос с отличием получил бакалавра по химии в Чикагском университете.
В 1986 году он получил доктора в Физической химии в Калифорнийском университете в Беркли, где он работал под руководством Чарльза Харриса (Charles Harris). Его докторская диссертация рассматривала фотофизику электронно возбуждённых молекул около металлических и полупроводниковых поверхностей.
После этого он поступил в Американскую Телефонную и Телеграфную Корпорацию (American Telephone & Telegraph -AT&T) Лаборатории Белла, работая с Луисом Брюсом, и начал исследования в области нанотехнологии.
Аливизатос вернулся в Калифорнийский университет в Беркли (UC Berkeley) в 1988 году в качестве помощника профессора химии, став ассоциированным профессором (доцентом) в 1993 году и профессором в 1995 году.
Он служил в качестве Chancellor’s Professor с 1998 по 2001 год, и, кроме этого, получил назначение в качестве профессора материаловедения и инженерии в 1999 году.
Сотрудничество Аливизатоса с Национальной Лабораторией в Беркли (Lawrence Berkeley National Lab или Berkeley Lab) началось в 1991 году, когда он вошёл в состав персонала Отделения Департамента Наук Материаловедения (Materials Sciences Division)
С 2005 по 2007 год Аливизатос служил в качестве директора Лаборатории (Berkeley Lab’s Associate Laboratory) в области физических наук.
В 2008 году, он служил как заместитель директора Лаборатории под руководством директора Лаборатории Стивена Чу, а затем в качестве временного директора, когда Чу ушёл, чтобы стать министром энергетики.
Он был назначен седьмым директором Национальной лаборатории имени Лоуренса в Беркли 19 ноября, 2009 года, Советом попечителей Калифорнийского университета, по рекомендации президента университета Марка Юдофа (Mark Yudof — род. 1944) и с согласия Министерства энергетики США.
Министр энергетики Стивена Чу отметил, что Аливизатос «невероятный учёный с невероятными решениями по различным вопросам. Он уравновешенный и спокойный и может вдохновлять людей…[и он может] взять проект из научного материала и применить его в реальном мире.»
Аливизатос занимает почётный пост председателя Калифорнийского университета (University of California Berkeley’s Samsung Distinguished Chair) в области нанонауки и нанотехнологических исследований и является профессором университета на факультетах материаловедения и химии.
В дополнение он руководит Институтом Энергии Нанонаук Кавли (Kavli Energy Nanosciences Institute — ENSI), новым институтом при университете, основанном Фондом Кавли, с целью применения нанонауки в восстанавливаемых (возобновляемых) энергетических технологиях

## Научные исследования
Аливизатос является международно признанным авторитетом в нанохимии и пионером в синтезе полупроводниковых квантовых точек (semiconductor quantum dots) и различной формы наноструктур
Он является мировым экспертом по химии наноразмерных кристаллов; одна из его работ (Science, 271: 933—937, 1996) была процитирована более 9,100 раз
Он также эксперт в их применении, например в качестве биологических маркеров (например., Science, 281: 2013-16, 1998; работа была процитирована более 7,400 раз).
В дополнение, использование им ДНК в этой области (Нанотехнологии на основе ДНК) показала неожиданную гибкость этой молекулы.
Он использовал это, чтобы направить рост кристаллов и создать новые материалы, Nature, 382: 609-11, 1996, и, даже, для измерения наноразмерных расстояний (см. Nature Nanotechnology, 1: 47-52, 2006).
Он широко признан как первый, кто продемонстрировал, что полупроводниковые нанокристаллы можно выращивать в сложных двумерных формах, в отличие от простых одномерных сфер
Аливизатос доказал, что контроль роста нанокристаллов является ключом к контролю как их размера, так и формы.
Это достижение изменило пейзаж нанонауки и проложило путь к множеству других применений, включая биомедицинскую диагностику, «революционные» фотоэлементы, и светодиодные материалы (LED materials).

### Нанокристаллы
Нанокристаллы являются агрегатами от нескольких сотен до десятков тысяч атомов, которые формируют кристаллическую форму известную как «кластер».
Обычно в несколько нанометров в диаметре, нанокристаллы больше, чем молекулы, но меньше, чем твёрдые частицы и следовательно часто демонстрируют физические и химические свойства где-то между ними. Его свойства могут значительно изменяться по мере роста кристалла в размерах.
До исследований Аливзатоса все неметаллические нанокристаллы имели форму точки (dot-shaped), что означало, что они были по существу одномерными.
Не было сообщений о методах изготовления двумерных или стержневых полупроводниковых нанокристаллов одинакового размера.
Тем не менее, в историческом документе, появившемся 2 марта 2000 года в выпуске журнала Nature Аливизатос сообщил о методах используемых для выбора размера производимых нанокристаллов различной формы.
Это было воспринято как прорыв в производстве нанокристаллов, потому что стержневые полупроводниковые нанокристаллы (rod-shaped semiconductor nanocrystals) могли быть уложены, чтобы создать наноразмерные электронные устройства.
Исследование стержневых нанокристаллов, в сочетании с более ранними работами, руководимыми Аливзатосом, в которых было показано что квантовые точки (quantum dots -«qdots») — нанометрового размера (сферы размерами в нескольких миллиардных долей метра)- изготовленных из полупроводников. таких как селенид кадмия, могут излучать различные цвета света, в зависимости от размера кристалла, открыло дверь для использования нанокристаллов в качестве флуоресцентных зондов (маркеров) для изучения биологических материалов, и в качестве инструментов биомедицинских исследований.
Одним из наиболее примечательных его направлений стала работа с фуллеренами и их использование в качестве носителей лекарств.
Аливизатос также направил усилия, чтобы использовать свои методы для создания совершенно нового поколения гибридных солнечных батарей, которые бы сочетали нанотехнологию с пластиковой электроникой.

### Передача технологий
Аливизатос основал компанию Quantum Dot Corporation, которая делает кристаллические наномасштабные маркеры используемые при изучении поведения клеток.
Он также основал нанотехнологическую компании Nanosys и Solexant, в области фотоэлектрики под именем Siva Power.
Его исследования привели к разработкам применения в разных областях промышленности, включая биовизуализацию (bioimaging) (например, использование квантовых точек для люминесцентной маркировки биологической ткани); технологии дисплеев (display technologies) (его эмиссионный фильм квантовых точек можно найти в Kindle Fire HDX tablet); and renewable energy (solar applications of quantum dots).

## Патенты в США
На 2014 год Аливизатос запатентовал в США более 20 патентов

## Лаборатория Лоуренса в Беркли
Под руководством Аливизатоса, Лаборатория в Беркли вступила в амбициозный период стратегического научного обновления инфраструктуры и сместила свои приоритеты на междисциплинарные области возобновляемых источников энергии и исследование изменения климата.
При нём лаборатория начала строительство новых зданий для вычислительных исследований, (исследований) эффективности зданий, исследований солнечной энергии и биологических наук. В этот период Лаборатория также распорядилась наследием Беватрона и частично демонтировала его, зачистив площадку «Старый город».
Это позволило Лаборатории в лучшей обстановке внести свой вклад в сегодняшнюю миссию Министерства энергетики и с перспективой для потенциального роста на заброшенных участках в будущем. Кроме этого, Аливизатос повысил уровень безопасности Лаборатории и её эффективность.
23 марта 2015 года Аливизатос объявил, что он уйдёт в отставку, если ему будет найдена замена в качестве директора.
Проявляя свои инициативы в Лаборатории, Аливизатос остался сосредоточенным на интеграции Лаборатории в инновационную экосистему страны, особенно в областях энергетики и окружающей среды.
Хотя некоторые наработки той интеграции были начаты бывшим директором Стивом Чу, Аливизатос возглавил усилия по привлечению научных возможностей Лаборатории различными отраслевыми партнёрами и предпринимателями.
Это сотрудничество публичного/частного сектора привело к передаче технологий для таких разнообразных отраслей промышленности как автомобилестроение и медицина, и способствовало скорости развития в производстве и возобновляемых источниках энергии.
В дополнение на его акцент к инновациям и охвату частного сектора, Аливизатос также работал, чтобы создать более тесную сеть 17 национальных лабораторий Министерства энергетики.
Он служил в качестве председателя Совета директоров национальных лабораторий.
Аливизатос был откровенен в таких вопросах как финансирование фундаментальных наук на федеральном уровне и способностью США оставаться конкурентоспособными в таких областях как всемирные научные исследования и развитие.

## Признание Греческой республикой
В начале 2015 года Павлос Аливизатос стал Кавалером греческого Ордена Почёта.
Церемония награждения состоялась в греческом посольстве в Вашингтоне.
При этом Аливизатос заявил: «Для меня большая честь получить эту высокую награду от моего Отечества. Образование полученное в Греции, и годы, которые я провел там, навсегда изменили мою жизнь». Он добавил: «Я хочу сказать всем грекам, огромное „спасибо“ за то влияние, которое они оказали на меня, когда я был ещё ребёнком, что впоследствии позволило мне добиться такого успеха и научных достижений».

## Награды и премии
- Presidential Young Investigator Award[англ.] (1991—1995)
- Стипендия Слоуна (1991)
- ACS Exxon Solid State Chemistry Fellowship (1991)[42]
- Coblentz Award for Advances in Molecular Spectroscopy (1994)[43]
- Премия Вильсона Гарвардского университета;
- Премия Министерства энергетики США за выдающиеся научные достижения в химии материалов, 1994;
- Премия выдающегося молодого исследователя Общества Исследования Материалов, 1995;[44]
- Премия Министерства энергетики США за постоянные выдающиеся исследования в химии материалов, 1997;
- Мемориальные лекции Вейцмана, 2005;
- Премия коллоидной и поверхностной химии Американского химического общества, 2005;[45]
- Премия Эрнеста Лоуренса, 2006;[46]
- Премия итальянской Eni Italgas по Энергии и Окружающей среде, 2006;[47]
- Премия Ранка, 2006;[48]
- Премия заслуженного выпускника Чикагского университета (Профессиональные достижения), 2006;[49]
- Заслуженный лектор нанонаук фонда Kavli, Общество исследования материалов, 2008;[50]
- Премия нанотехнологии, Международное общество наноразмерной науки, 2009;[51]
- Medaglia teresiana, Павийский университет, (2010);[52]
- Премия Лайнуса Полинга, 2011;[53]
- Премия фон Хиппеля, Общество Исследования материалов, 2011;[54]
- Лауреат премии Вольфа по химии, 2012;[55]
- Премия по химии материалов Американского химического общества (ACS Award in the Chemistry of Materials), 2014[56].
- Национальная научная медаль США (2014)
- Орден Почёта (Греция) (2015)
- Премия Дэна Дэвида (2016)
- Премия НАН США по химическим наукам[англ.] (2017)
- Медаль Вильгельма Экснера одноимённого фонда (2018)
- Glenn T. Seaborg Medal[нем.] (2019)
- F. A. Cotton Medal[нем.] (2019)
- Welch Award in Chemistry[англ.] (2019)
- BBVA Foundation Frontiers of Knowledge Award (2020)
- Медаль Пристли (2021)
- Berkeley Citation (2021)[57]
- Премия Кавли (2024)
- Премия Энрико Ферми (2024)

В дополнение к выше означенному, Аливизатос является членом Американской ассоциации содействия развитию науки, действительным членом Американского физического общества (1996) и Американского химического общества (2009, в числе первых удостоенных). Он является членом Национальной академии наук США и Американской академии искусств и наук,
В 2015 году Аливизатосу была присуждена Национальная медаль наук США.

## Известные публикации
- Alivisatos, A.P. Semiconductor clusters, nanocrystals, and quantum dots. Science 1996, 271, (5251), 933—937.
- Hu, J. T.; Li, L. S.; Yang, W. D.; Manna, L.; Wang, L. W.; Alivisatos, A.P. Science 2001, 292, (5524), 2060—2063.
- Alivisatos, A.P. Less is more in medicine. Scientific American 2001, 285, (3), 66-73.
- Huynh, W. U.; Dittmer, J. J.; Alivisatos, A.P. Hybrid nanorod-polymer solar cells. Science 2002, 295, (5564), 2425—2427.
- Gur, I.; Fromer, N. A.; Geier, M. L.; Alivisatos, A.P. Air-Stable All-Inorganic Nanocrystal Solar Cells Processed from Solution. Science 2005, 310, (5747), 462—465.

Для полного списка публикаций см. http://chem.berkeley.edu/faculty/alivisatos/

## Известные лекции и выступления
- «A Government of Growth: Politics and Policy that Foster Innovation»  panel at the 2014 Reinventing America Summit.
- «Nanoscale Materials Science» opening talk for the symposium commemorating the 50th anniversary of SLAC National Accelerator Laboratory, Aug. 24, 2012.
- «Nanoscience — Potential and Threats» at the Molecular Frontiers Symposium at the Royal Swedish Academy of Sciences, Stockholm, Sweden, May 2012.
- «Nanotechnology and Society» talk to the Applied Science and Technology Colloquium at University of California, Berkeley. Dec. 5, 2007.

## Издательская и редакторская деятельность
Аливизатос является основателем и главным редактором Nano Letters, издания Американского химического общества. В настоящее время он состоит в Главном редакционном совете издания Science (с 2011 года) и Консультативных редакционных советов в Journal of Physical Chemistry, Chemical Physics, Journal of Chemical Physics и Advanced Materials.